# Großkomnenen

Flagge des Kaiserreich Trapezunt

Großkomnenen (griechisch Μεγαλοκομνηνοί, Megalokomnenoi) war die Bezeichnung für eine Nebenlinie des byzantinischen Adelsgeschlechts der Komnenen (griechisch: Κομνηνός, Plural: Κομνηνοί), die im 13. Jahrhundert das Reich von Trapezunt gründete und dort von 1204 bis 1461 herrschte.

## Herkunft und Geschichte

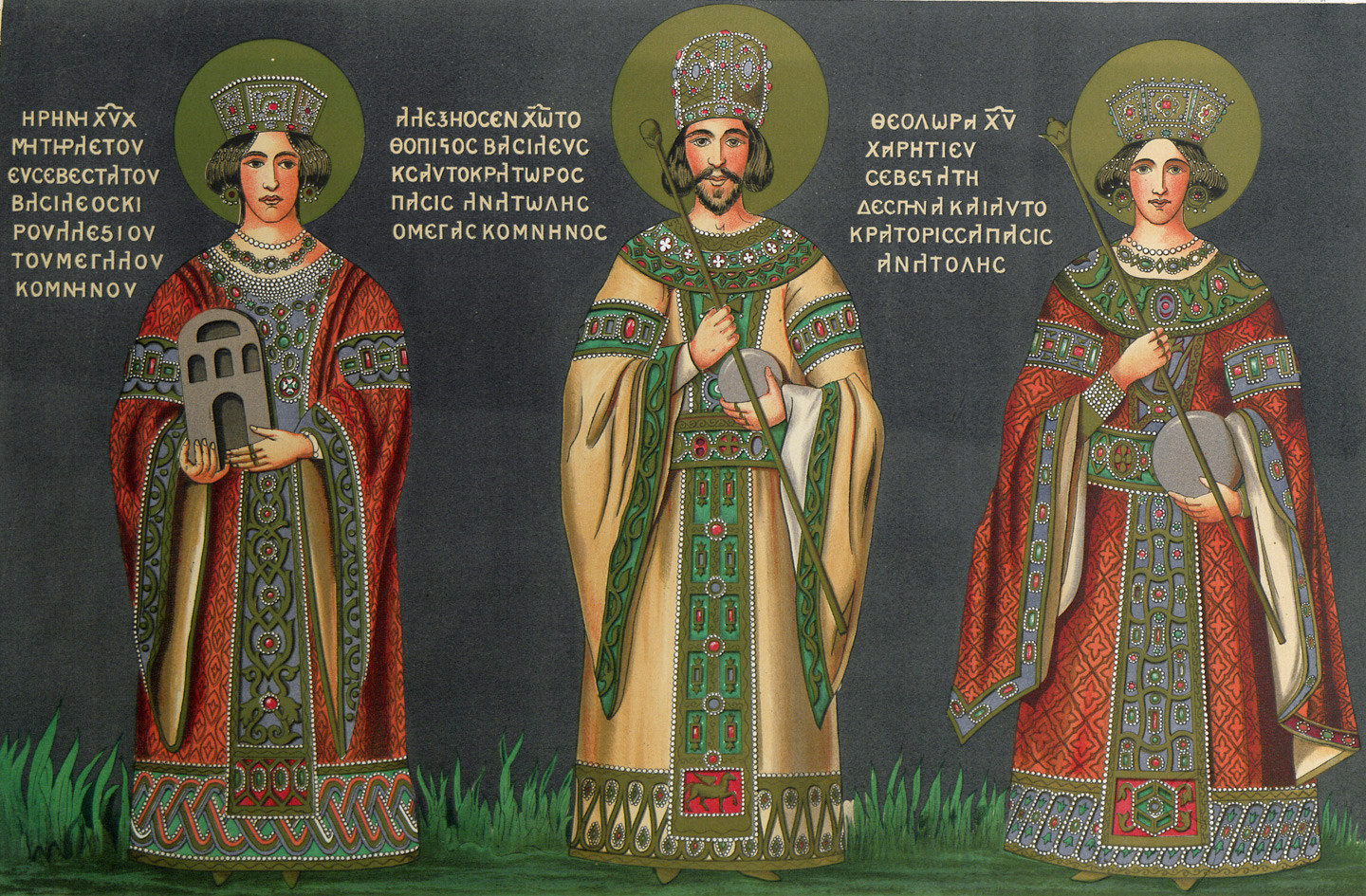
Kopie eines zerstörten Freskos, das Alexios III., seine Mutter Eirene und seine Ehefrau Theodora darstellt; aus dem Kloster Panagia Theoskepastos.

Unmittelbar vor der Eroberung Konstantinopels durch die Kreuzfahrer im Jahr 1204 floh ein Zweig der Komnenen nach Paphlagonien, ihrer ursprünglichen Heimatregion an der östlichen Schwarzmeerküste Kleinasiens. In der bergigen Region des Pontischen Gebirges errichteten sie das Kaiserreich Trapezunt, das sich als legitimer Nachfolgestaat des Byzantinischen Reiches verstand. Der erste Herrscher, Alexios I. Komnenos, war ein Enkel des byzantinischen Kaisers Andronikos I. Komnenos.
Nach der Rückeroberung Konstantinopels durch Michael VIII. Palaiologos im Jahr 1261 beanspruchten die Herrscher von Trapezunt weiterhin den Titel „Kaiser und Autokrat der Römer“ (griechisch βασιλεὺς καὶ αὐτοκράτωρ Ῥωμαῖων) und betrachteten die palaiologische Dynastie als eine weitere Familie von Usurpatoren. Erst 1282, zwanzig Jahre nach Michael VIII.‘s Rückkehr nach Konstantinopel, änderte Johannes II. Megas Komnenos (reg. 1280–1297) den offiziellen Titel in „Kaiser und Autokrat der gesamten Ostprovinzen, der Iberer und der jenseitigen Gebiete“ (βασιλεὺς καὶ αὐτοκράτωρ πάσης Ἀνατολῆς, Ἰβήρων καὶ Περατείας). Dieser Schritt diente der Beschwichtigung Michaels VIII. nach der Vermählung von Johannes II. mit dessen Tochter Eudokia Palaiologina.
Zunächst betrachteten die Palaiologen-Herrscher in Konstantinopel die Trapezuntiner nicht als Kaiser, sondern bezeichneten sie in der Regel als „Prinzen der Lazen“ (ἡγεμόνες τῶν Λαζῶν). Im Laufe des 14. Jahrhunderts wurde der kaiserliche Status von Trapezunt jedoch anerkannt, wenn auch nur unter dem Titel „Kaiser von Trapezunt“ (βασιλεὺς Τραπεζοῦντος).
Obwohl moderne Historiker das Kaiserreich Nikaia (1204–1261) meist als legitimen byzantinischen Staat betrachten – vor allem, weil es Konstantinopel zurückeroberte –, waren die Herrscher in Trapezunt und Thessaloniki demselben Prinzip nach nicht weniger legitim. Die Unterscheidung wurde retrospektiv getroffen, da die Trapezuntiner Konstantinopel nie zurückgewannen und schließlich auf ihren Anspruch auf den römischen Kaisertitel verzichteten. Die Komnenenkaiser von Trapezunt regierten über 250 Jahre lang – länger, als ihre Dynastie ursprünglich in Konstantinopel geherrscht hatte – und überdauerten das von den Palaiologen restaurierte Byzantinische Reich um acht Jahre, bis auch Trapezunt 1461 an das Osmanische Reich fiel.
Die Herrscher von Trapezunt führten den Titel Großkomnenos (Megalokomnenos) zur Betonung ihres kaiserlichen Ranges und ihrer dynastischen Verbindung zur Hauptlinie der Komnenen. Diese Linie regierte bis zur Eroberung Trapezunts durch die Osmanen im Jahr 1461. Der letzte Kaiser, David Komnenos, wurde zwei Jahre später gemeinsam mit seiner Familie auf Befehl Sultan Mehmeds II. hingerichtet.
Interessanterweise behauptete Mehmed II. selbst eine dynastische Abstammung von den Komnenen über Johannes Tzelepes Komnenos, einen zum Islam übergetretenen byzantinischen Prinzen. Die Trapezuntinische Linie der Komnenen trug zudem den Beinamen Axouchos, als Nachfahren von Johannes Axouch, einem bedeutenden byzantinischen Staatsmann unter den früheren Komnenenkaisern.
Einer Überlieferung zufolge war eine Prinzessin der Trapezunt-Linie auch die Mutter von Prinz Yahya (geboren 1585), der zum Christentum konvertiert sein soll und Zeit seines Lebens erfolglos versuchte, den osmanischen Thron zu erlangen.
Durch dynastische Verbindungen, insbesondere mit den Häusern Doukas, Angelos und Palaiologos, war die Familie Komnenos – und mit ihr auch der Name – in vielen bedeutenden Adelsgeschlechtern der spätbyzantinischen Welt präsent. Der Name Komnenos galt bis in die Endzeit des Byzantinischen Reiches als Synonym für kaiserliche Legitimität und byzantinische Tradition.
Viele spätere Griechen beanspruchten eine Abstammung von den Komnenen, doch handelt es sich dabei nahezu sicher um Fiktion. Dies gilt etwa für Patriarch Dionysios IV. von Konstantinopel sowie für den Gelehrten Niccolò Comneno Papadopoli im 17. Jahrhundert. Ebenso erhielt der korsisch-griechische Notable Demetrio Stefanopoli im Jahr 1782 ein Adelsdiplom von Ludwig XVI. von Frankreich, das ihn als Nachfahren und Erben der Kaiser von Trapezunt anerkannte. Auch diese angebliche Abstammung gilt als spätere Erfindung.

## Kaiser des Reiches von Trapezunt (1204–1461)
- Alexios I. Megalokomnenos (1204–1222)
- Andronikos I. Gidos (1222–1235) Er war der einzige Herrscher von Trapezunt, der kein Blutsverwandter des Staatsgründers Alexios I. Megas Komnenos war. George Finlay vermutet, dass es sich bei ihm um denselben Andronikos handeln könnte, der als General unter Theodor I. Laskaris diente.
- Johannes I. Axouchos (1235–1238)
- Manuel I. Megalokomnenos (1238–1263)
- Andronikos II. Megalokomnenos (1263–1266)
- Georgios Megalokomnenos (1266–1280)
- Johannes II. Megalokomnenos (1280–1284, 1285–1297)
- Theodora Megalekomnene (1284–1285)  Einzige regierende Kaiserin von Trapezunt
- Alexios II. Megalokomnenos (1297–1330)
- Andronikos III. Megalokomnenos (1330–1332)
- Manuel II. Megalokomnenos (1332), nur wenige Monate an der Macht
- Basileios Megalokomnenos (1332–1340)
- Irene Palaiologina (1340–1341)
- Anna Anachoutlou (1341–1342, 1344–1345) Tochter von Alexios II., zweimalige Usurpatorin
- Johannes III. Megalokomnenos (1342–1344)
- Michael Megalokomnenos (1344) Kurzzeitiger Mitregent oder Usurpator (unklar)

- Alexios III. Megalokomnenos (1349–1390)
- Manuel III. Megalokomnenos (1390–1417)
- Alexios IV. Megalokomnenos (1417–1429)
- Johannes IV. Megalokomnenos (1429–1460)
- David Megalokomnenos (1460–1461)
  - – 1461 Kapitulation an Sultan Mehmed II.
  - – 1463 hingerichtet